# Maurice Larkin
Maurice J. M. Larkin, né le 12 août 1932 à Harrow on the Hill et mort le 29 février 2004, est un historien britannique spécialisé dans l'histoire moderne de la France.

## Biographie
Entre 1976 et 1999, il occupe le poste Richard Pares d'histoire à l'Université d'Édimbourg. Larkin est également membre de la Royal Historical Society.

## Œuvres
- Gathering pace; continental Europe 1870-1945, New York, Humanities Press, 1970.
- Church and State after the Dreyfus Affair. The Separation Issue in France, Londres, Macmillan, 1974
  - traduit en français sous le titre : L’Église et l’État en France. 1905 : la crise de la Séparation, Toulouse, Privat (collection : Bibliothèque historique universelle), 2004.
- Man and society in nineteenth-century realism. Macmillan, 1977.
- France since the Popular Front : government and people, 1936-1986, Oxford University Press, 1988, 1997
- Religion, Politics and Preferment in France since 1890. La Belle Époque and its Legacy, Cambridge University Press, 1995, 2002.

## Réception
Son livre publié en 1974 sur les événements entourant la séparation de l'église et l'état en France en 1905 a été décrit comme "un classique sur l'histoire française de la laïcité" et que "il s'agit de la base sur le sujet".